# Independencia, San Juan Mixtepec -Dto. 08 -
Independencia är en ort i Mexiko.   Den ligger i kommunen San Juan Mixtepec -Dto. 08 - och delstaten Oaxaca, i den sydöstra delen av landet, 270 km sydost om huvudstaden Mexico City. Independencia ligger 1 977 meter över havet och antalet invånare är 181.
Terrängen runt Independencia är kuperad. Runt Independencia är det ganska tätbefolkat, med 111 invånare per kvadratkilometer. Närmaste större samhälle är Heroica Ciudad de Tlaxiaco, 13,8 km öster om Independencia. I omgivningarna runt Independencia växer huvudsakligen savannskog.